# طواف فونديه 2017
طواف فونديه 2017 (بالألمانية: Tour de Vendée 2017) هو سباق دراجات هوائية، وهو الموسم رقم 46 من السباق، وأقيم في 1 أكتوبر 2017، وامتدّ لمسافة 203.8 كيلومتر، وهو أحد سباقات طواف أوروبا للدراجات 2017، وهو من نوع سباق يوم واحد، وقد شارك في السباق 113 متسابقاً ووصل إلى نهايته 39 متسابقاً.
فاز فيه بالمركز الأول كريستوف لابورت، وبالمركز الثاني جوستين جوليس، وبالمركز الثالث Fabian Lienhard ‏.

## الفرق
| فرق عالمية (2)- AG2R La Mondiale - FDJ فرق قارية محترفة (6)- Cofidis, Solutions Crédits - ديلكو ‏ - Direct Énergie - بنجوال باوليز ساوكس دبليو بي ‏ - Fortuneo-Oscaro - كاجا رورال-سيغوروس 2017 ‏ فرق قارية (7)- فورارلبرغ 2017 ‏ - إتش بي بي تي بي – أوبير 93 ‏ - موسم يوسكادي مورياس 2017 ‏ - Team Differdange–Geba ‏ - Van Rysel–Roubaix ‏ - أرمي دي تير 2017 ‏ - Massi-Kuwait Project |  |
| |  |

## التصنيف العام النهائي
| \| التصنيف العام \| التصنيف العام \| التصنيف العام \| التصنيف العام \| التصنيف العام \| \| العداء \| العداء \| الفريق \| الوقت \| \| \| ------------- \| ---------------------------- \| ----------------------------------------- \| ------------- \| ------------- \| \| 1 \| كريستوف لابورت \| Cofidis, Solutions Crédits \| 4 س 53 د 55 ث \| \| \| 2 \| جوستين جوليس \| بنجوال باوليز ساوكس دبليو بي [الإنجليزية]‏ \| + 20 ث \| \| \| 3 \| Fabian Lienhard [الإنجليزية]‏ \| فريق فورارلبرغ [الإنجليزية]‏ \| + 20 ث \| \| \| 4 \| رومان كومبو \| ديلكو [الإنجليزية]‏ \| + 20 ث \| \| \| 5 \| توماس بودات \| Direct Énergie \| + 20 ث \| \| |                  |                               |               |  |
| |                  |                               |               |  |
| مصدر: ProCyclingStats |                  |                               |               |  |
| التصنيف العام |                  |                               |               |  |
| العداء | العداء           | الفريق                        | الوقت         |  |
| 1 | كريستوف لابورت   | Cofidis, Solutions Crédits    | 4 س 53 د 55 ث |  |
| 2 | جوستين جوليس     | بنجوال باوليز ساوكس دبليو بي ‏ | + 20 ث        |  |
| 3 | Fabian Lienhard ‏ | فريق فورارلبرغ ‏               | + 20 ث        |  |
| 4 | رومان كومبو      | ديلكو ‏                        | + 20 ث        |  |
| 5 | توماس بودات      | Direct Énergie                | + 20 ث        |  |

## وصلات خارجية
- الموقع الرسمي
- لمحة عن سباق طواف فونديه 2017 على موقع  ProCyclingStats   (برو  سايكلنج  ستاتس) - إحصاءات  محترفي  الدراجات.

- طواف فونديه 2017 على موقع إحصائيات الدراجات الإحترافية (الإنجليزية)